# Maison Förster
La Maison Förster (en hongrois : Förster-ház) est un édifice situé dans le 13e arrondissement de Budapest. 